# Монбельяр (графство)
47°30′37″ пн. ш. 6°47′56″ сх. д. / 47.51027778° пн. ш. 6.79888889° сх. д.
Монбельяр (фр. Montbéliard, нім. Mömpelgard) — франкомовне графство (з 1495 — князівство), що існувало у складі Священної Римської імперії на території Франш-Конте з 1042 по 1793 роки. Столиця — місто Монбельяр. З XV століття правитель графства належав до Вюртемберзького дому і мав титул герцога.

## Утворення графства
Першим графом Монбельяра став Людовік де Мусон, який за правом дружини також був графом Бара в Лотарингії. Всупереч запереченням графа Рено Бургундського, барон Людовік де Мусон отримав цей феод у спадкове володіння від імператора Генріха III в 1042 році. Тож герб Мусона — «дві золоті риби (марени)» — стане першим гербом графів Монбельяр. 1044 року він зміг захистити замок Монбельяр від нападів Рено Бургундського.
Монбельярський дім правив графством до 1162 року, його чоловіча лінія обірвалася на онукові Людовіка де Муссона Тьєррі II.
Внаслідок шлюбу дочки Тьєрі II Софії де Монбельяр та Рішара де Монфокон альпійське графство перейшло у володіння старшої гілки дому Монфокон до 1282 року. Його представники здобули собі славу під час хрестових походів. До них належав Готьє де Монбельяр — регент Кіпрського королівства у 1205—1212 роках та коннетабль Єрусалимського королівства у 1210—1212 роках.
У 1282 році у володіння графством Монбельяр вступив Шалонський дім внаслідок шлюбу Рено Бургундського і Гільометти Нефшательської (правнучки Тьєррі III Монфокона). Їхній син Отенін страждав на недоумство і не міг правити, тому графство дісталося його сестрі Агнес, дружині Генріха де Монфокон, представника молодшої гілки дому Монфокон. Представники цієї гілки правили графством із 1332 по 1397 рік.

## Перехід володіння до герцогів Вюртемберзьких

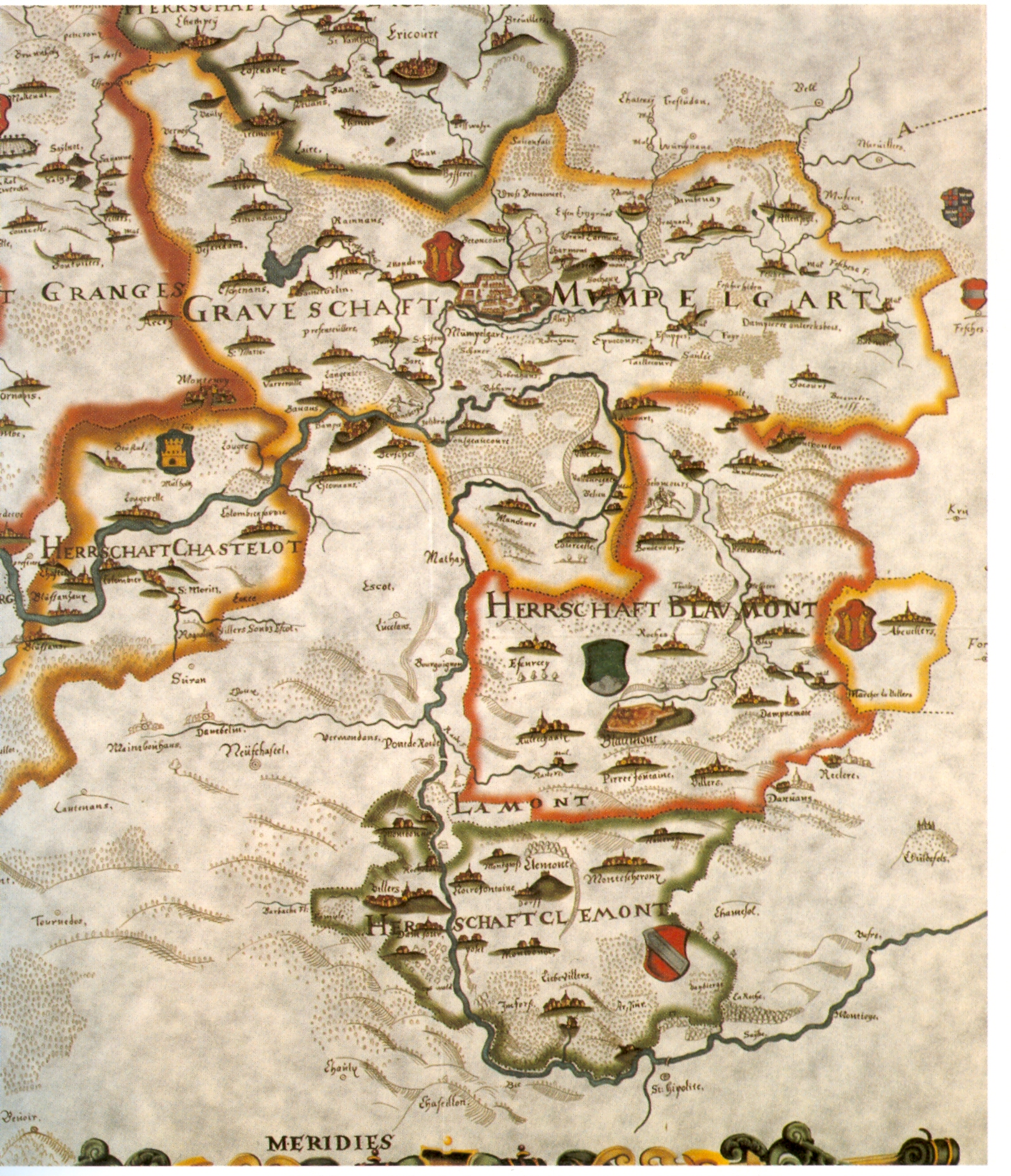
Мапа князівства Монбельяр та інших володінь Вюртембергів (1616)

У 1396 році Генріх II де Монфокон гине в битві біля Нікополя. Він залишив по собі чотирьох юних дочок. Його батько Етьєн I, щоб забезпечити наступність графства, влаштував у 1397 році заручини своєї онуки та старшої дочки Генріха, десятирічної Генрієтти з дев'ятирічним Ебергардом, спадкоємцем графства Вюртемберга. У 1407 відбулося весілля і графство Монбельяр, як і кілька інших бургундських сеньйорій, увійшло до складу володінь Вюртемберзького дому і стає частиною Священної Римської імперії. З цього часу на гербі графів Монбельяр до риб Муссона додалися «три чорні оленячі роги на золотому полі», символ дому Вюртембергів. До 1723 року тут правила молодша гілка цього роду.
У 1495 році імператор Максиміліан I надав графа Ебергарда V Бородатого герцогську гідність, а також передав йому титул і герб герцогів Текських. З цього часу на гербі з'являються «поле золотих ромбів на черному» дому Теків, а також «увінчаний орлом прапор Імперії».
Мешканці князівства та його правитель під впливом Гійома Фареля прийняли лютеранство на 10 років раніше від решти Вюртемберга, що віддалило їх від католиків Габсбургів, які володіли сусіднім Франш-Конте. Релігійні протиріччя перешкоджали їхньому зближенню з королями Франції.
Мапа князівства Монбельяр, складена в 1616 році архітектором Генріхом Шикгардтом на замовлення князя Фрідріха I, зображає володіння вюртемберзьких герцогів на лівому березі Рейну в час їхнього розквіту. Показані межі князівства Монбельяр та чотирьох князівських сеньйорій — Бламон, Шатело, Клемон, Ерикур. Також на мапі подані кордони ельзаських та контійських володінь Вюртембергів. Оригінал цієї мапи був втрачений у 1944 році під час пожежі в бібліотеці Штутгарта. У 1997 році мапу відновили за малюнками завдяки ініціативі товариства «Société d'Émulation de Montbéliard».

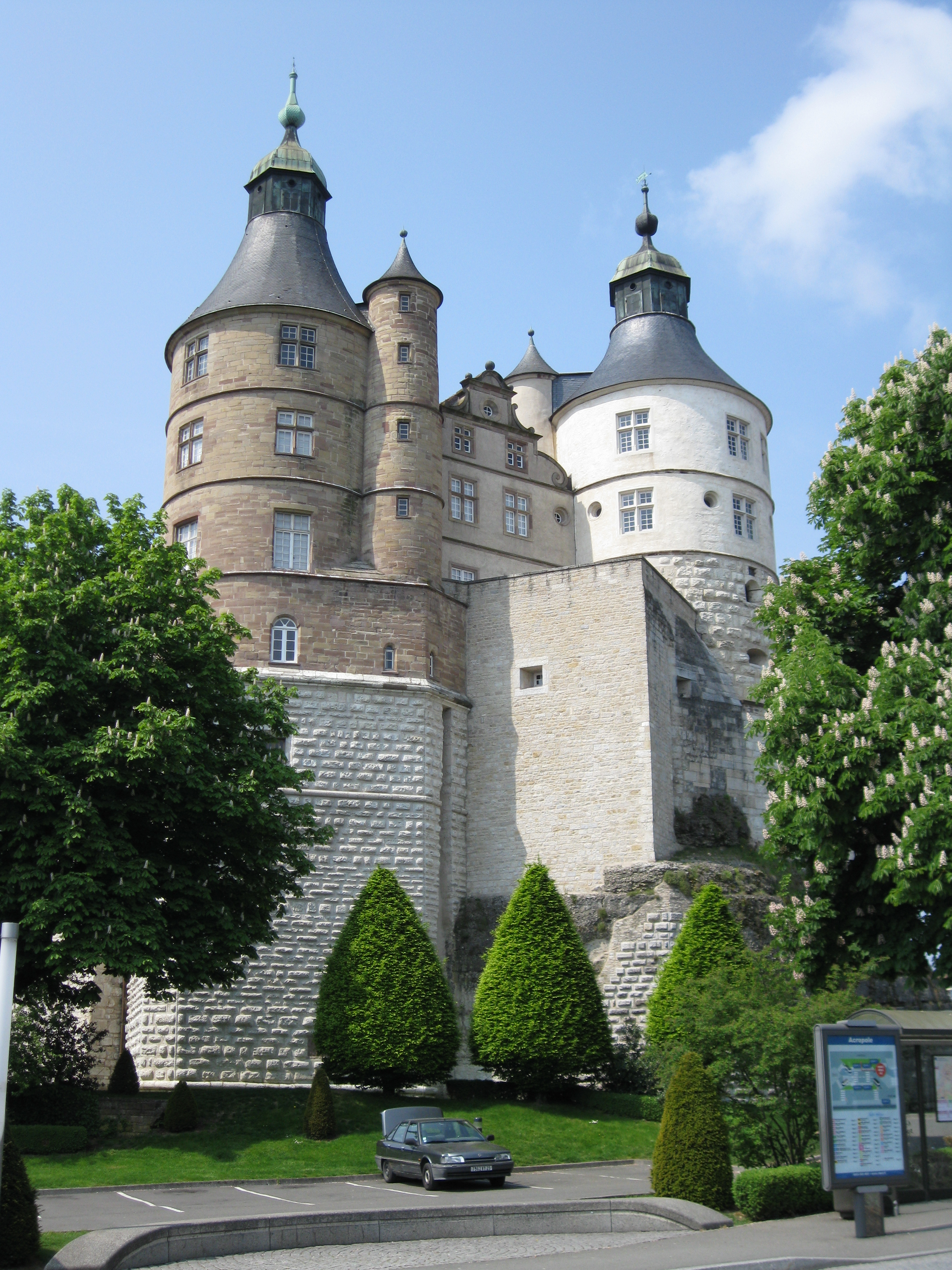
Замок Монбельяр — резиденція правителів князівства.

Матір'ю останнього незалежного правителя герцогства Монбельяр була Анна де Коліньї із знаменитого гугенотського роду Франції. Після його смерті герцогство успадкував глава Вюртемберзького дому. Другий Аахенський мир 1748 року супроводжувався підписанням у Версалі конвенції, яка мала залагодити відносини між герцогом Вюртемберга і королем Франції. В обмін на збереження контролю над Монбельяром герцог Вюртемберг поступався Людовіку XV іншими франкомовнимиі володіннями.

## Анексія князівства Францією
У 1789 році територію князівства окупували війська революційної Франції, а через чотири роки землі Монбельяра офіційно приєднали до Франції і включили до складу департаменту Верхня Сона. Втрата франкомовних володінь змусила герцога Вюртемберга, який протягом свого життя рідко виїжджав з Монбельяра, шукати захисту у свого зятя, який через кілька років ступить на російський престол під ім'ям Павла I і пошле на боротьбу з французами в Альпи фельдмаршала Суворова.
У 1816 році, після територіальних втрат Франції 1815 року, землі Монбельяра увійшли до складу департаменту Ду, де перебувають і нині.